# 남양통상대신
남양통상대신(南洋通商大臣)은 1844년 청나라가 제1차 아편 전쟁 이후, 외교를 포함한 대외통상에 대처하기 위해 광저우에 설립한 오구통상대신 기구를 두고, 양광총독에게 겸직하게 한 흠차대신의 직함이다. 약칭하여 ‘남양대신’이라고도 했다.

## 개요
제1차 아편 전쟁 이후, 1844년(도광 24년)에 난징조약으로 개항된 다섯 항구(五口)(광저우, 푸저우, 샤먼, 닝보, 상하이)에서 대외 통상과 외교 사무를 담당할 오구통상대신의 직위가 광저우에 설치되었고, 양광총독이 겸임했다. 1861년(함풍 11년)에 오구통상대신의 관청을 상하이로 이관하여, 총리아문의 관할 하에 두었다. 이 시기의 오구통상대신은 설환(薛煥)이었다.
1866년(동치 5년), 오구통상대신을 남양통상대신으로 개칭하고, 양강총독이 겸임하게 하여 난징으로 관청을 옮겨졌다. 역대 남양대신으로는 증국번, 이홍장, 좌종당, 심정, 장지동, 유곤일, 단방 등이 있다.

## 같이 보기
- 북양통상대신
- 남양함대